# Phong Lạc
Phong Lạc là một xã thuộc huyện Trần Văn Thời, tỉnh Cà Mau, Việt Nam.

## Địa lý
Xã Phong Lạc nằm ở phía nam huyện Trần Văn Thời, có vị trí địa lý:
- Phía đông giáp huyện Cái Nước
- Phía tây giáp xã Phong Điền
- Phía nam giáp huyện Phú Tân
- Phía bắc giáp thị trấn Trần Văn Thời và các xã Lợi An, Khánh Lộc.

Xã Phong Lạc có diện tích 33,38 km², dân số năm 2022 là 11.543 người, mật độ dân số đạt 345 người/km².

## Hành chính
Xã Phong Lạc được chia thành 8 ấp: Công Bình, Đất Cháy, Lung Trường, Rạch Bần, Tân Bằng, Tân Lập, Tân Lợi, Tân Thành.

## Lịch sử
Ngày 25 tháng 7 năm 1979, Hội đồng Chính phủ ban hành Quyết định số 275-CP về việc chia xã Phong Lạc thành 3 xã: Phong Phú, Phong Điền và Phong Lạc.
Ngày 14 tháng 2 năm 1987 của Hội đồng Bộ trưởng ban hành Quyết định số 33B-HĐBT về việc sáp nhập một phần của xã Phong Phú mới giải thể vào xã Phong Lạc.
Xã Phong Lạc có 5.120 hécta đất và 11.706 nhân khẩu.
Ngày 2 tháng 2 năm 1991, Ban Tổ chức Chính phủ ban hành Quyết định số 51/QĐ-TCCP về việc:
- Sáp nhập một phần diện tích và dân số của xã Phong Lạc vào xã Lợi An.
- Sáp nhập một phần diện tích và dân số của thị trấn Sông Đốc vào xã Phong Lạc.

Ngày 6 tháng 11 năm 1996, Quốc hội ban hành Nghị quyết về việc chia tỉnh Minh Hải thành hai tỉnh là tỉnh Bạc Liêu và tỉnh Cà Mau. Khi đó, xã Phong Lạc thuộc huyện Trần Văn Thời, tỉnh Cà Mau.
Ngày 5 tháng 9 năm 2005, Chính phủ ban hành Nghị định số 113/2005/NĐ-CP về việc thành lập xã Phong Điền trên cơ sở 5.578,88 ha diện tích tự nhiên và 13.208 người của xã Phong Lạc.
Sau khi điều chỉnh địa giới hành chính, xã Phong Lạc còn lại 4.465 ha diện tích tự nhiên và 9.506 nhân khẩu.